# 圣安德烈德屈布扎克
圣安德烈德屈布扎克（法語：Saint-André-de-Cubzac，法語發音：[sɛ̃t‿ɑ̃dʁe də kybzak]），法国西南部城市，新阿基坦大区吉伦特省的一个市镇，隶属于布莱区，其市镇面积为23.15平方公里，2022年1月1日时人口数量为12,786人，在法国城市中排名第765位。
圣安德烈德屈布扎克位于吉伦特省北部，多尔多涅河右岸，是一个区域性的中心城市，沙特尔—波尔多铁路、A10高速公路和多条干线公路在此交汇。

## 地名来源

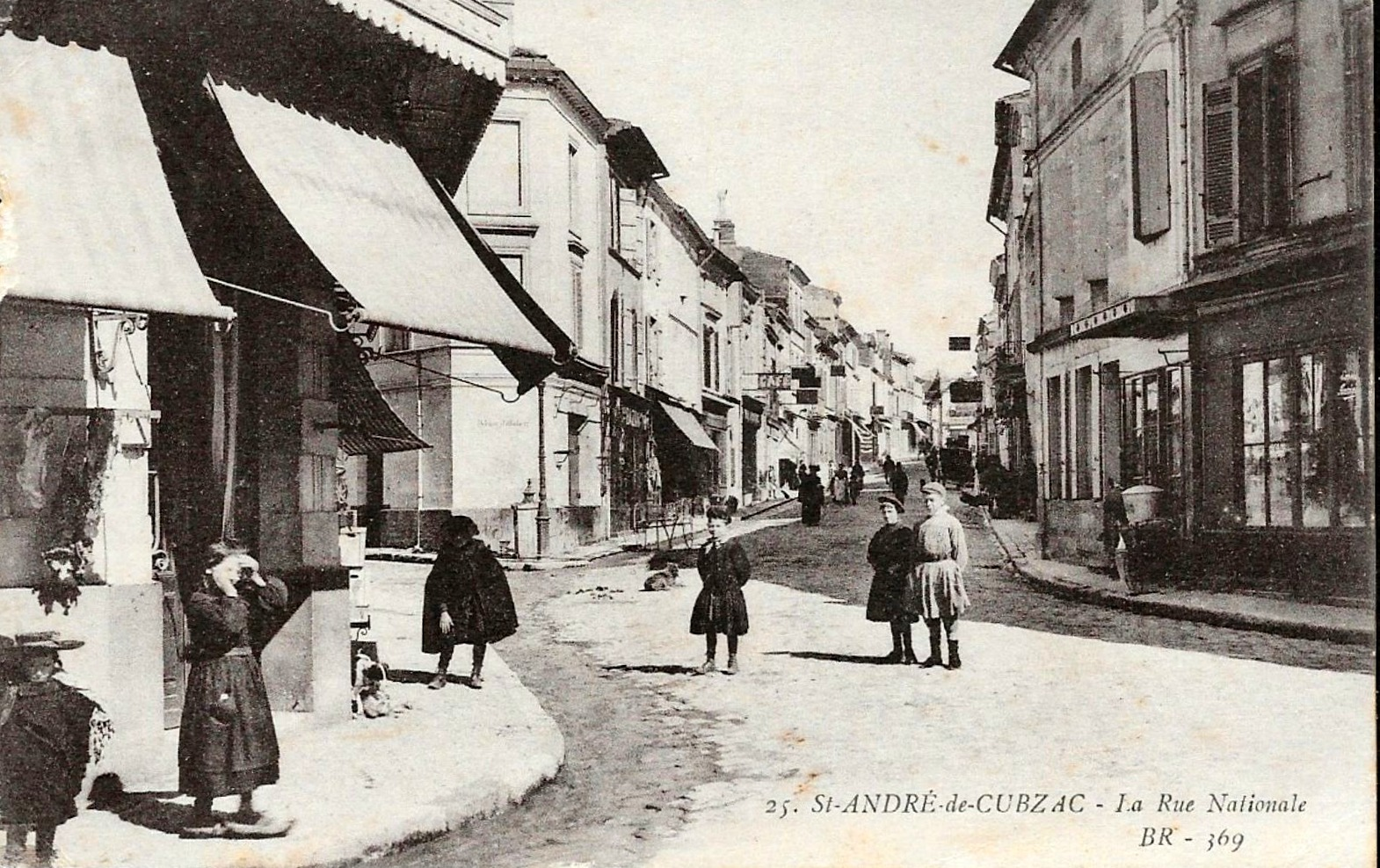
20世纪初的圣安德烈德屈布扎克

根据当地官方网站的论述，“Saint-André”一名出自同名天主教圣人，1155年，当地更名为“Saint-André du Nom de Dieu”，后恢复原名；“-de-Cubzac”意为“屈布扎克的”，这一后缀自1801年起成为当地官方名称的一部分。法国大革命期间，因原名含有宗教色彩，圣安德烈德屈布扎克的官方名称曾被改为“Montalon”。
圣安德烈德屈布扎克所处区域历史上曾通行加斯科涅方言，“Saint-André-de-Cubzac”在奥克语维基百科中对应的拼写为“Sent Andreus de Cubzac”，在同语言的Openstreetmap中则被标记为“Sent Andriu de Cubzac”。
此外，因翻译标准不同，“Saint-André-de-Cubzac”在部分汉语资料中又被译为圣安德烈-德屈布扎克。

## 历史
圣安德烈德屈布扎克的早期历史尚不清楚。根据当地官方网站的论述，圣安德烈德屈布扎克镇中心的圣安德烈教堂始建于公元12世纪。中世纪中后期，圣安德烈的大片土地被开发为葡萄酒种植园。18世纪时，拉图尔迪潘家族后代成员曾在圣安德烈修建布伊城堡及蒙塔隆磨坊（Moulin de Montalon）。法国大革命后，圣安德烈德屈布扎克成为吉伦特省的一个市镇。工业革命期间，途径圣安德烈德屈布扎克的沙特尔—波尔多铁路建成通车。自20世纪末以来，得益于波尔多的城市扩张以及通勤列车的开行，圣安德烈德屈布扎克的人口数量快速增加，当地兴建了多处居民建筑。

## 地理

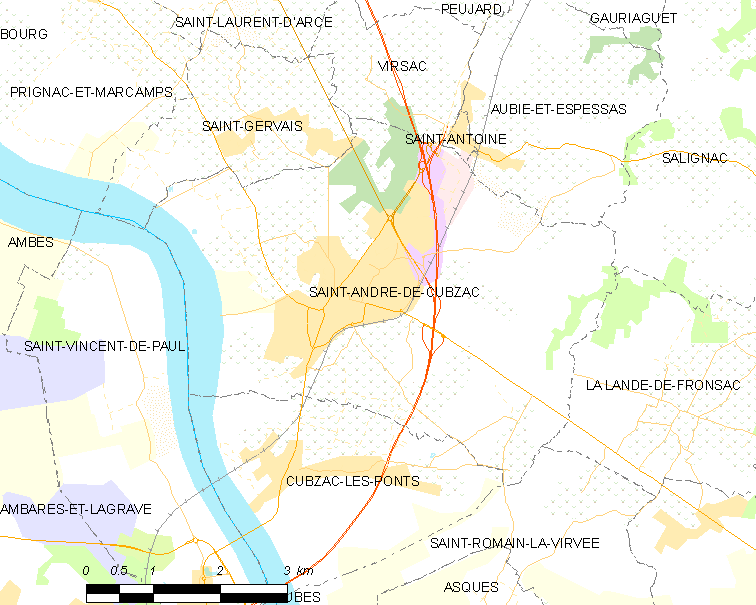
圣安德烈德屈布扎克市镇范围地图

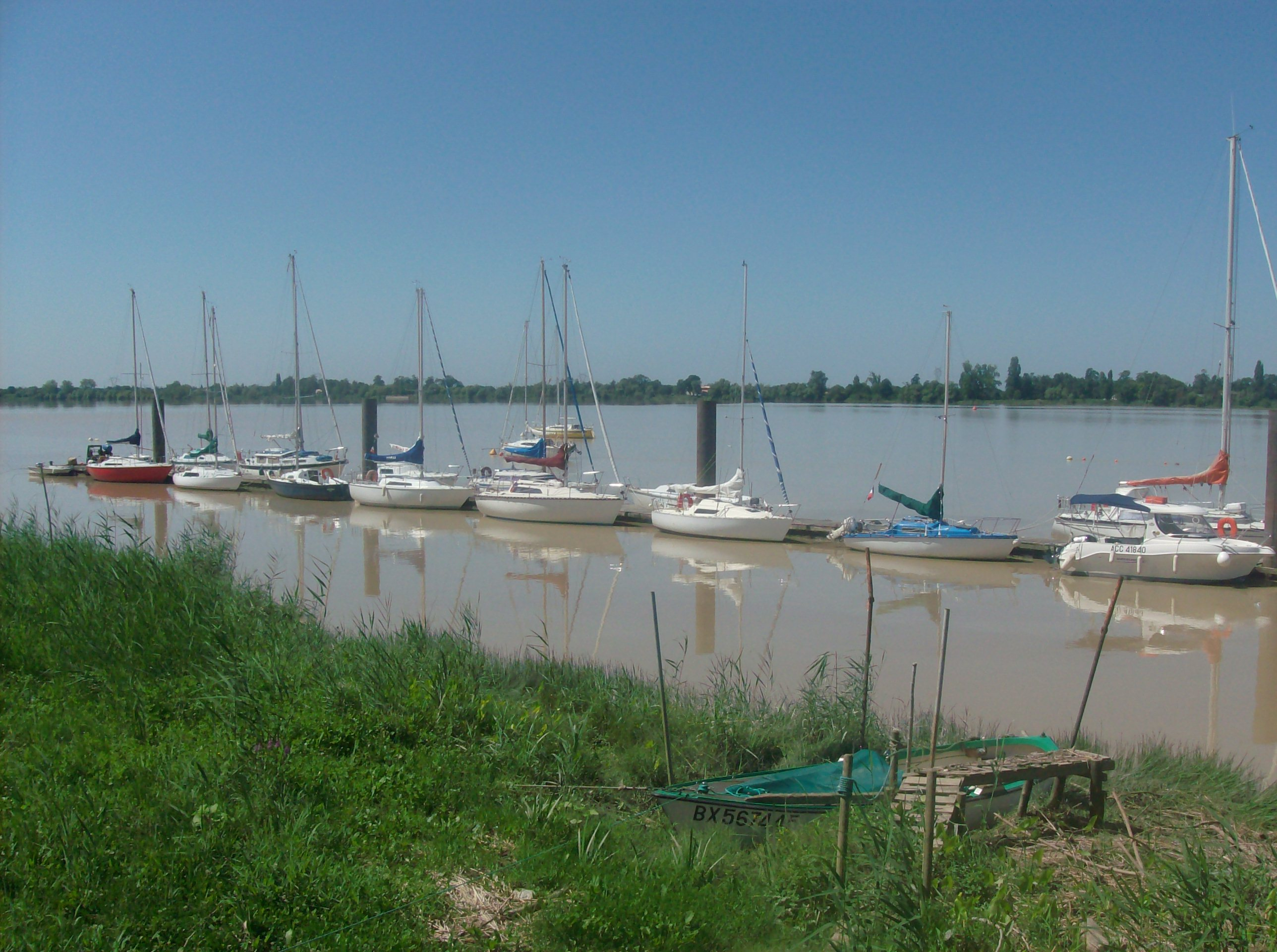
普拉涅港

圣安德烈德屈布扎克位于法国西南部，新阿基坦大区西部和吉伦特省北部，距离省会波尔多大约25公里。与圣安德烈德屈布扎克接壤的市镇包括：屈布扎克莱蓬、拉朗德德弗龙萨克、圣热尔韦、圣罗曼拉维尔韦、圣樊尚-德保罗、瓦勒德维尔韦和维尔萨克。

### 地形
圣安德烈德屈布扎克位于阿基坦平原腹地，境内以平原为主，市镇中心地势较为平坦，整体地势自西向东略有抬升，全境海拔在2到73米之间。

### 水文
多尔多涅河干流自东南向西北流经圣安德烈德屈布扎克市镇西南界，其靠近圣安德烈德屈布扎克的一侧建有普拉涅港。

### 植被
圣安德烈德屈布扎克属于温带阔叶混交林区，林地散落分布于市镇范围内的多个街区，市镇北端为加罗斯树林（Bois de la Gaross）和布鲁亚树林（Bois du Brouillat）。
在鲜花城市的评比中，圣安德烈德屈布扎克暂未被评级。

### 气候
圣安德烈德屈布扎克在柯本气候分类法中属于温带海洋性气候（Cfb）。
距离圣安德烈德屈布扎克最近的常年气象站位于圣热尔韦境内，以下为该气象站的数据（其中日照数据取自波尔多气象站）：
| 圣热尔韦 1981年－2019年 | 圣热尔韦 1981年－2019年 | 圣热尔韦 1981年－2019年 | 圣热尔韦 1981年－2019年 | 圣热尔韦 1981年－2019年 | 圣热尔韦 1981年－2019年 | 圣热尔韦 1981年－2019年 | 圣热尔韦 1981年－2019年 | 圣热尔韦 1981年－2019年 | 圣热尔韦 1981年－2019年 | 圣热尔韦 1981年－2019年 | 圣热尔韦 1981年－2019年 | 圣热尔韦 1981年－2019年 | 圣热尔韦 1981年－2019年 |
| 月份                    | 1月                     | 2月                     | 3月                     | 4月                     | 5月                     | 6月                     | 7月                     | 8月                     | 9月                     | 10月                    | 11月                    | 12月                    | 全年                    |
| ----------------------- | ----------------------- | ----------------------- | ----------------------- | ----------------------- | ----------------------- | ----------------------- | ----------------------- | ----------------------- | ----------------------- | ----------------------- | ----------------------- | ----------------------- | ----------------------- |
| 历史最高温 °C（°F）     | 18.9 (66.0)             | 21.8 (71.2)             | 26 (79)                 | 30.4 (86.7)             | 34 (93)                 | 38.9 (102.0)            | 37.7 (99.9)             | 40.5 (104.9)            | 35.3 (95.5)             | 30.7 (87.3)             | 24.5 (76.1)             | 19.4 (66.9)             | 40.5 (104.9)            |
| 平均高温 °C（°F）       | 10 (50)                 | 11.6 (52.9)             | 15.3 (59.5)             | 17.9 (64.2)             | 21.7 (71.1)             | 25.5 (77.9)             | 26.6 (79.9)             | 27.2 (81.0)             | 23.8 (74.8)             | 19.8 (67.6)             | 13.2 (55.8)             | 9.9 (49.8)              | 18.5 (65.3)             |
| 日均气温 °C（°F）       | 6.6 (43.9)              | 7.4 (45.3)              | 10.3 (50.5)             | 12.7 (54.9)             | 16.4 (61.5)             | 19.8 (67.6)             | 20.9 (69.6)             | 21.3 (70.3)             | 18 (64)                 | 15.1 (59.2)             | 9.5 (49.1)              | 6.5 (43.7)              | 13.7 (56.7)             |
| 平均低温 °C（°F）       | 3.3 (37.9)              | 3.2 (37.8)              | 5.3 (41.5)              | 7.5 (45.5)              | 11.1 (52.0)             | 14.1 (57.4)             | 15.3 (59.5)             | 15.5 (59.9)             | 12.3 (54.1)             | 10.4 (50.7)             | 5.8 (42.4)              | 3.2 (37.8)              | 8.9 (48.0)              |
| 历史最低温 °C（°F）     | −8.7 (16.3)             | −10.7 (12.7)            | −9.4 (15.1)             | −1.4 (29.5)             | 1.3 (34.3)              | 4.6 (40.3)              | 8.2 (46.8)              | 8.2 (46.8)              | 4 (39)                  | −3.4 (25.9)             | −6.6 (20.1)             | −9.5 (14.9)             | −10.7 (12.7)            |
| 平均降水量 mm（）       | 67.3 (2.65)             | 52.4 (2.06)             | 57.3 (2.26)             | 62.9 (2.48)             | 62.1 (2.44)             | 52.1 (2.05)             | 50.4 (1.98)             | 58 (2.3)                | 64.6 (2.54)             | 76.3 (3.00)             | 100 (3.9)               | 81.4 (3.20)             | 784.8 (30.90)           |
| 月均日照時數            | 96                      | 114.9                   | 169.7                   | 182.1                   | 217.4                   | 238.7                   | 248.5                   | 242.3                   | 202.7                   | 147.2                   | 94.4                    | 81.8                    | 2,035.7                 |
| 来源：infoclimat.fr     |                         |                         |                         |                         |                         |                         |                         |                         |                         |                         |                         |                         |                         |

## 行政区划
圣安德烈德屈布扎克的市镇编号为33366，邮政编号为33240。
在行政管理方面，圣安德烈德屈布扎克隶属于法国新阿基坦大区吉伦特省布莱区；在地方选举方面，圣安德烈德屈布扎克是北吉伦特县的中央投票站所在地，其市镇范围全境被划入吉伦特省第十一选区；在社会管理方面，圣安德烈德屈布扎克是大屈布扎克市镇公共社区的办公驻地。
截至2024年8月，圣安德烈德屈布扎克市镇范围内暂无任何城市敏感街区及城市政策优先街区。
法国国家统计与经济研究所（简称“INSEE”）在进行数据统计时，将圣安德烈德屈布扎克及相邻的另外6个市镇设为圣安德烈德屈布扎克城市核心区及圣安德烈德屈布扎克城市区（Aire urbaine de Saint-André-de-Cubzac）。自2020年起，圣安德烈德屈布扎克城市核心区和城市区分别被包含72个市镇的波尔多城市核心区以及包含275个市镇的波尔多城市辐射区代替。此外，INSEE还将圣安德烈德屈布扎克市镇分为了3个“块区”（IRIS），以便于统计人口分布情况。

## 交通

### 公路
A10高速公路经过圣安德烈德屈布扎克市区东部并设有两个出入口连接市区，另有吉伦特省省道D115线、D137线、D248线、D669线、D670线和D1010线等道路在圣安德烈德屈布扎克境内交汇。新阿基坦大区下属的吉伦特省城际客运431线、432线、4310线、4313线、4314线和464线经停圣安德烈德屈布扎克，可通往波尔多、利布尔讷、布莱、洛尔蒙等地。
| 39a | 3.5 |

| 40b | 2.2 |

| 波尔多 | 28 |

| 洛尔蒙 | 18 |

| 米朗博 | 50 |

| 巴伯济约-圣伊莱尔 | 61 |

| 利布尔讷 | 21 |

| 布莱 | 26 |

2020年，85.1%的圣安德烈德屈布扎克家庭拥有至少一辆私人汽车。2022年，圣安德烈德屈布扎克境内共发生各类交通事故12起，造成1人遇难，22人受伤，其中12人重伤。

### 铁路

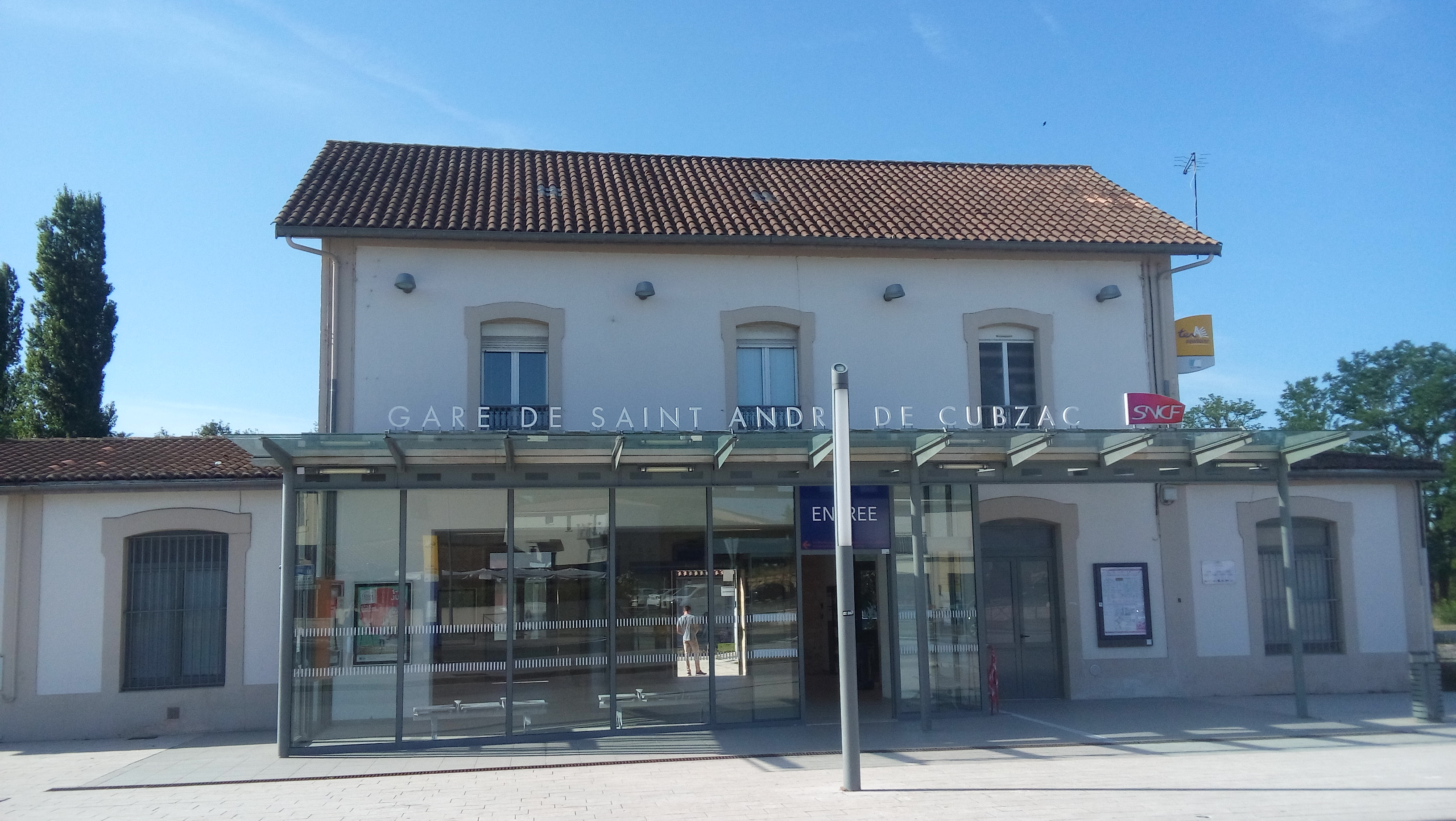
圣安德烈德屈布扎克火车站的主站房

圣安德烈德屈布扎克位于沙特尔—波尔多铁路上。圣安德烈德屈布扎克站位于市区南部，停靠往返于波尔多和桑特一线的区域列车。

### 航空
圣安德烈德屈布扎克距离波尔多-梅里尼亚克机场的公路里程大约36公里。

### 城市公共交通
截至2024年8月，圣安德烈德屈布扎克暂无城市公共交通系统。

## 政治

### 市政内阁

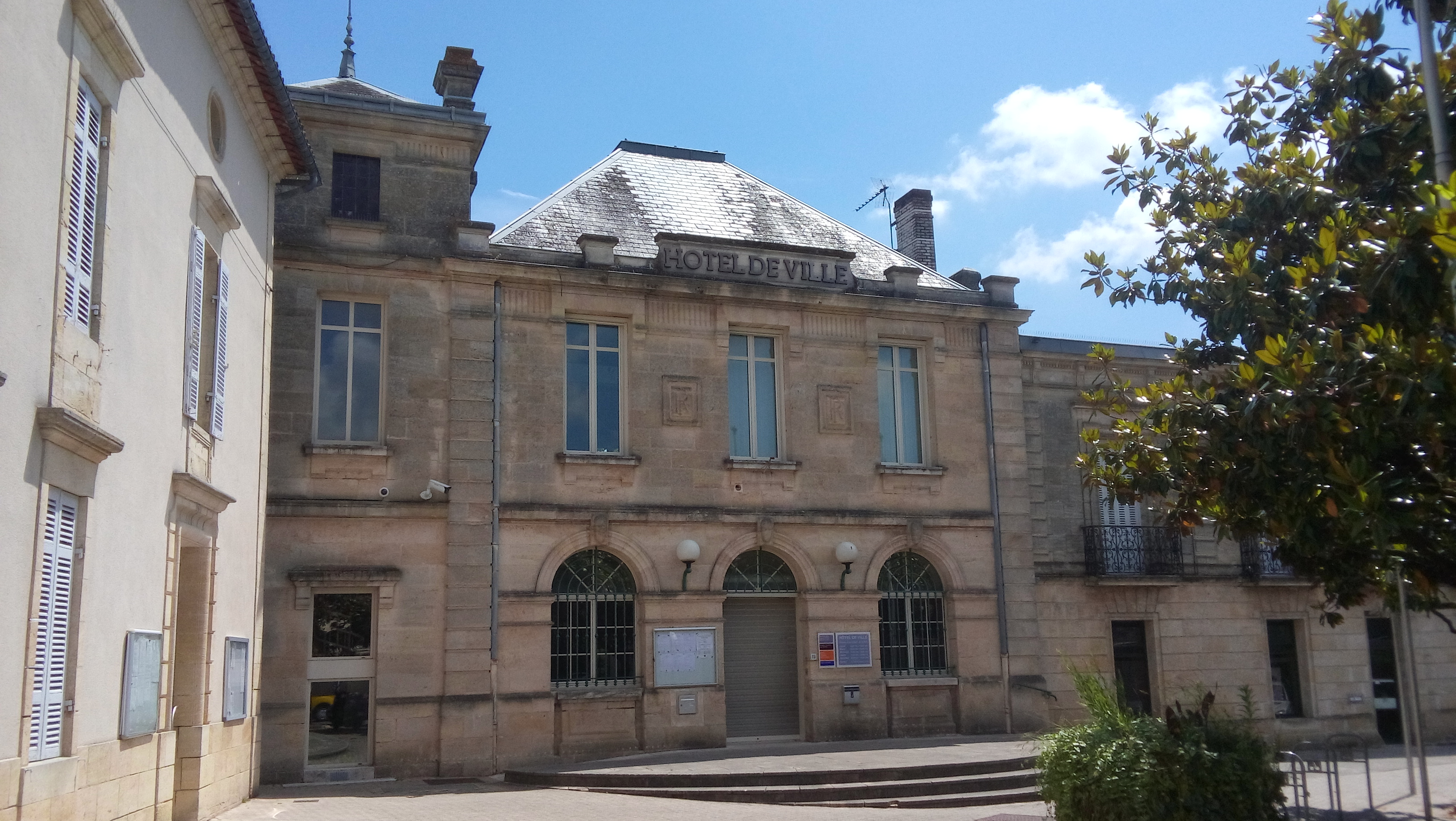
圣安德烈德屈布扎克市政厅

圣安德烈德屈布扎克的现任市长为塞利娅·蒙塞涅女士（Célia MONSEIGNE），她是一名左翼无党派人士，在2020年的市政选举中获得了63.74%的支持率。
| 圣安德烈德屈布扎克历届市长 | 圣安德烈德屈布扎克历届市长       | 圣安德烈德屈布扎克历届市长  |
| 任期                       | 市长                             | 党派                        |
| -------------------------- | -------------------------------- | --------------------------- |
| 1944年－1945年             | Adrien PIOCEAU 阿德里安·皮奥索   | 不详                        |
| 1945年－1951年             | Jean MÉTREAUD 让·梅特罗          | 不详                        |
| 1951年－1959年             | Christian EYRAUD 克里斯蒂安·埃罗 | MRP人民共和运动             |
| 1959年－1977年             | Daniel FOURNIER 达尼埃尔·富尼耶  | 不详                        |
| 1977年－2008年             | Jacques MAUGEIN 雅克·莫然        | PS社会党                    |
| 2008年－2011年             | Laurent RICCI 洛朗·里奇          | PS社会党                    |
| 2011年－                   | Célia MONSEIGNE 塞利娅·蒙塞涅    | PS社会党 →DVG左翼无党派人士 |

### 各级选举
| 圣安德烈德屈布扎克历届投票选举结果 | 圣安德烈德屈布扎克历届投票选举结果 | 圣安德烈德屈布扎克历届投票选举结果 | 圣安德烈德屈布扎克历届投票选举结果 | 圣安德烈德屈布扎克历届投票选举结果 | 圣安德烈德屈布扎克历届投票选举结果 | 圣安德烈德屈布扎克历届投票选举结果 | 圣安德烈德屈布扎克历届投票选举结果 | 圣安德烈德屈布扎克历届投票选举结果 | 圣安德烈德屈布扎克历届投票选举结果 |
| 选举项目                           | 选举范围                           | 选区单位                           | 选区单位内的选举结果               | 选区单位内的选举结果               | 选区单位内的选举结果               | 选区单位内的选举结果               | 选区单位内的选举结果               | 选区单位内的选举结果               | 参考资料                           |
| 选举项目                           | 选举范围                           | 选区单位                           | 第一轮胜出者                       | 第一轮胜出者                       | 支持率                             | 第二轮胜出者                       | 第二轮胜出者                       | 支持率                             | 参考资料                           |
| ---------------------------------- | ---------------------------------- | ---------------------------------- | ---------------------------------- | ---------------------------------- | ---------------------------------- | ---------------------------------- | ---------------------------------- | ---------------------------------- | ---------------------------------- |
| 2017年法國總統選舉                 | 法國                               | 市镇                               |                                    | 玛丽娜·勒庞                        | 24.36%                             |                                    | 埃马纽埃尔·马克龙                  | 59.88%                             | [ 22 ]                             |
| 2017年法国立法选举                 | 吉伦特省第十一选区                 | 市镇                               |                                    | 韦罗妮克·阿梅雷尔                  | 33.31%                             |                                    | 韦罗妮克·阿梅雷尔                  | 64.64%                             | [ 22 ]                             |
| 2019年欧洲议会选举                 | 法國                               | 市镇                               |                                    | 若尔丹·巴尔代拉                    | 28.99%                             | （不适用）                         | （不适用）                         | （不适用）                         | [ 24 ]                             |
| 2021年法国省级选举                 | 吉倫特省                           | 县                                 |                                    | 弗洛里安·迪马 塞利娅·蒙塞涅        | 55.67%                             |                                    | 弗洛里安·迪马 塞利娅·蒙塞涅        | 55.95%                             | [ 25 ] [ 26 ]                      |
| 2021年法国省级选举                 | 吉倫特省                           | 市镇                               |                                    | 弗洛里安·迪马 塞利娅·蒙塞涅        | 64.66%                             |                                    | 弗洛里安·迪马 塞利娅·蒙塞涅        | 64.07%                             | [ 25 ] [ 26 ]                      |
| 2021年法国大区选举                 |                                    | 市镇                               |                                    | 阿兰·鲁塞                          | 32.84%                             |                                    | 阿兰·鲁塞                          | 42.71%                             | [ 27 ]                             |
| 2022年法国总统选举                 | 法國                               | 市镇                               |                                    | 玛丽娜·勒庞                        | 29.84%                             |                                    | 玛丽娜·勒庞                        | 50.63%                             | [ 22 ]                             |
| 2022年法国立法选举                 | 吉伦特省第十一选区                 | 市镇                               |                                    | 埃德维日·迪亚兹                    | 31.89%                             |                                    | 埃德维日·迪亚兹                    | 51.67%                             | [ 22 ]                             |
| 2024年欧洲议会选举                 | 法國                               | 市镇                               |                                    | 若尔丹·巴尔代拉                    | 39.34%                             | （不适用）                         | （不适用）                         | （不适用）                         | [ 22 ]                             |
| 2024年法国立法选举                 | 吉伦特省第十一选区                 | 市镇                               |                                    | 埃德维日·迪亚兹                    | 46.42%                             | （不适用）                         | （不适用）                         | （不适用）                         | [ 22 ]                             |

## 人口
2021年，圣安德烈德屈布扎克市镇人口数量为12,854，在法国排名第765位。其中男性6,084人，女性6,651人，75岁及以上人口占6.6%，外籍人口数量为453人，人口密度为555人/平方公里，当地居民被称为（男性）或（女性）。2022年，圣安德烈德屈布扎克境内出生133人，死亡人口144人。
| 圣安德烈德屈布扎克1901年－2021年人口变化情况 |
|                                              |
| 数据来源：Cassini、INSEE                     |

## 经济
圣安德烈德屈布扎克是一个区域性的中心城市。截至2024年8月，圣安德烈德屈布扎克市镇范围内共有各类用人单位（包含自雇）2,119家，平均历史为13年，其中99.2%为中小型企业（PME），2024年6月至8月间，当地的经济活力指数为0。（交通运输）、（零售）及（饮品销售）是当地2022年已公布营业额最高的三个企业，分别为63,659,231欧元、35,199,126欧元和16,586,789欧元。

## 财政与居民收入
2022年，圣安德烈德屈布扎克的财政收入总额为11,667,900欧元，财政支出总额为9,045,010欧元，当年的债务总额为4,581,460欧元。2022年，圣安德烈德屈布扎克市镇通过增值税获得402,900欧元的收入，此外当地还共获得了386,850欧元的国家直接财政补助。
| 圣安德烈-德屈布扎克居民收入情况                  | 圣安德烈-德屈布扎克居民收入情况 | 圣安德烈-德屈布扎克居民收入情况 | 圣安德烈-德屈布扎克居民收入情况 |
| 内容                                             | 圣安德烈-德屈布扎克             | 法国                            | 统计年份                        |
| ------------------------------------------------ | ------------------------------- | ------------------------------- | ------------------------------- |
| 征税家庭总数                                     | 5,409                           | 1,081（法国市镇平均）           | 2022年                          |
| 居民平均月收入                                   | 2,173欧元                       | 2,435欧元                       | 2022年                          |
| 高级职员人均月收入                               | 3,398欧元                       | 4,331欧元                       | 2021年                          |
| 中级职员人均月收入                               | 2,375欧元                       | 2,470欧元                       | 2021年                          |
| 普通职员人均月收入                               | 1,783欧元                       | 1,801欧元                       | 2021年                          |
| 贫困率                                           | 12%                             | 14.5%                           | 2020年                          |
| 青壮年（15至64岁）失业率                         | 11.4%                           | 7.4%                            | 2020年                          |
| 征税家庭数量占比                                 | 42.3%                           | 45.5%                           | 2020年                          |
| 家庭年均纳税                                     | 2,720欧元                       | 4,393欧元                       | 2022年                          |
| 资料来源：INSEE、L'Internaute、Le Journal du Net |                                 |                                 |                                 |

## 社会事务

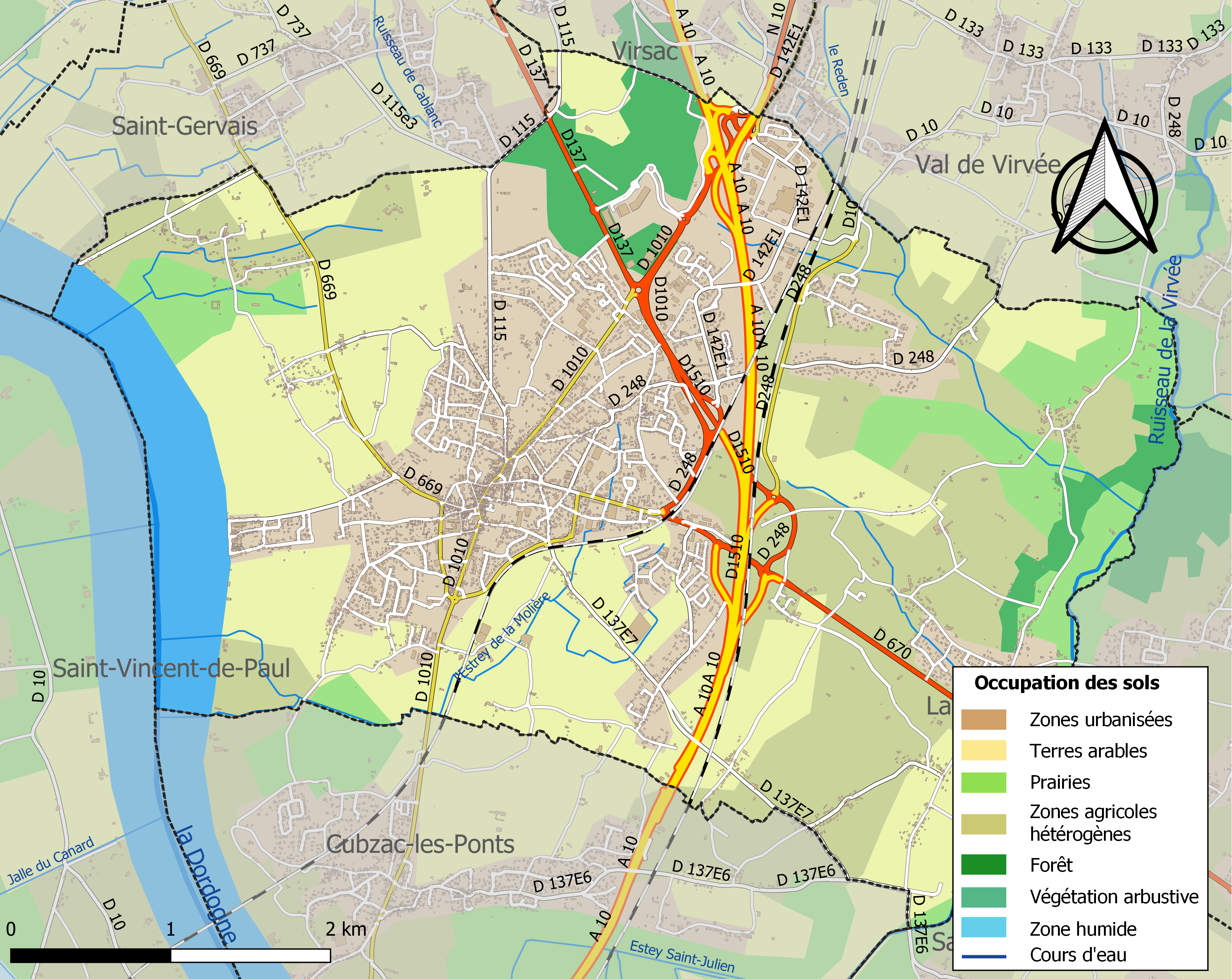
圣安德烈德屈布扎克土地利用情况地图

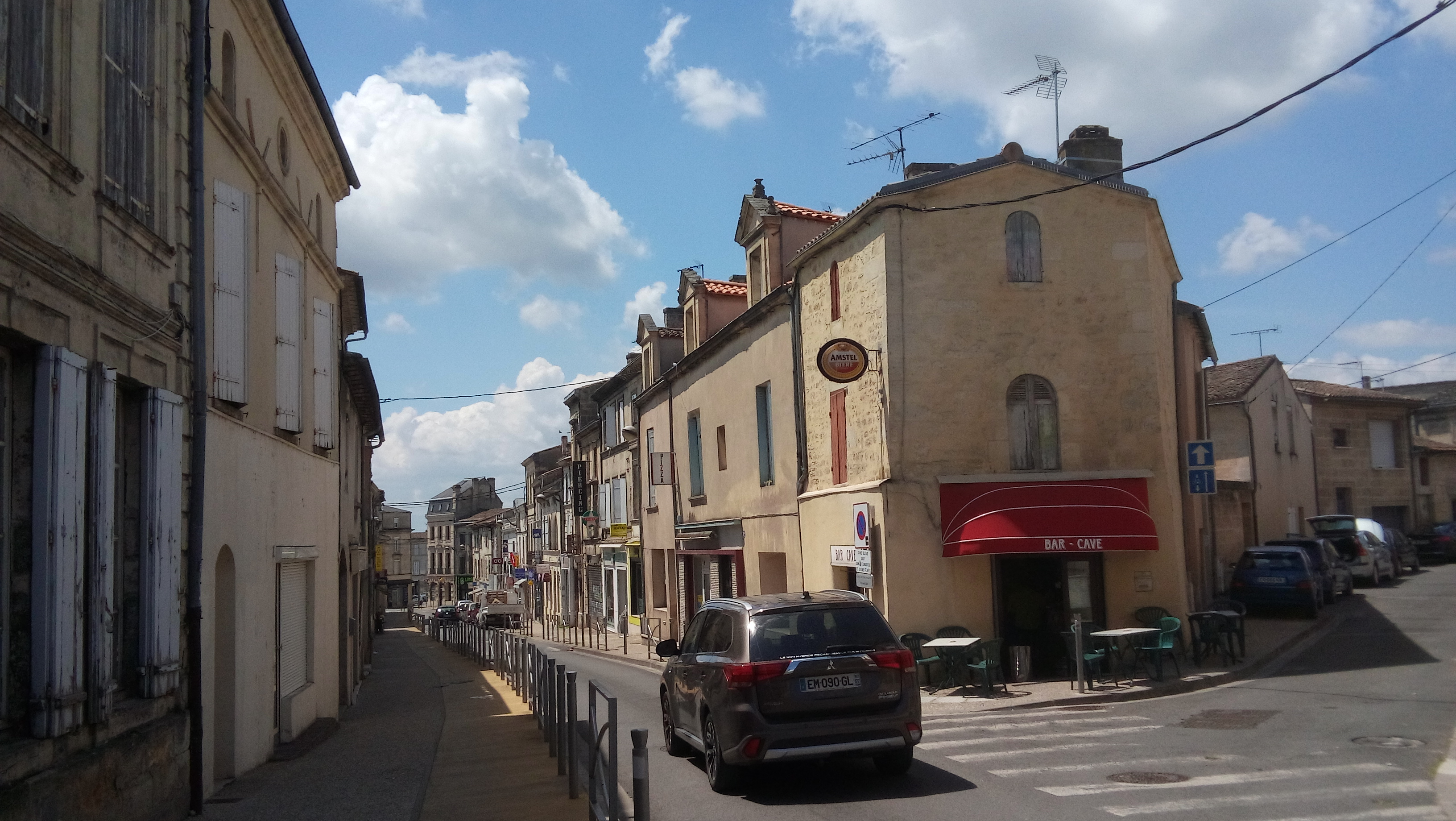
国民街

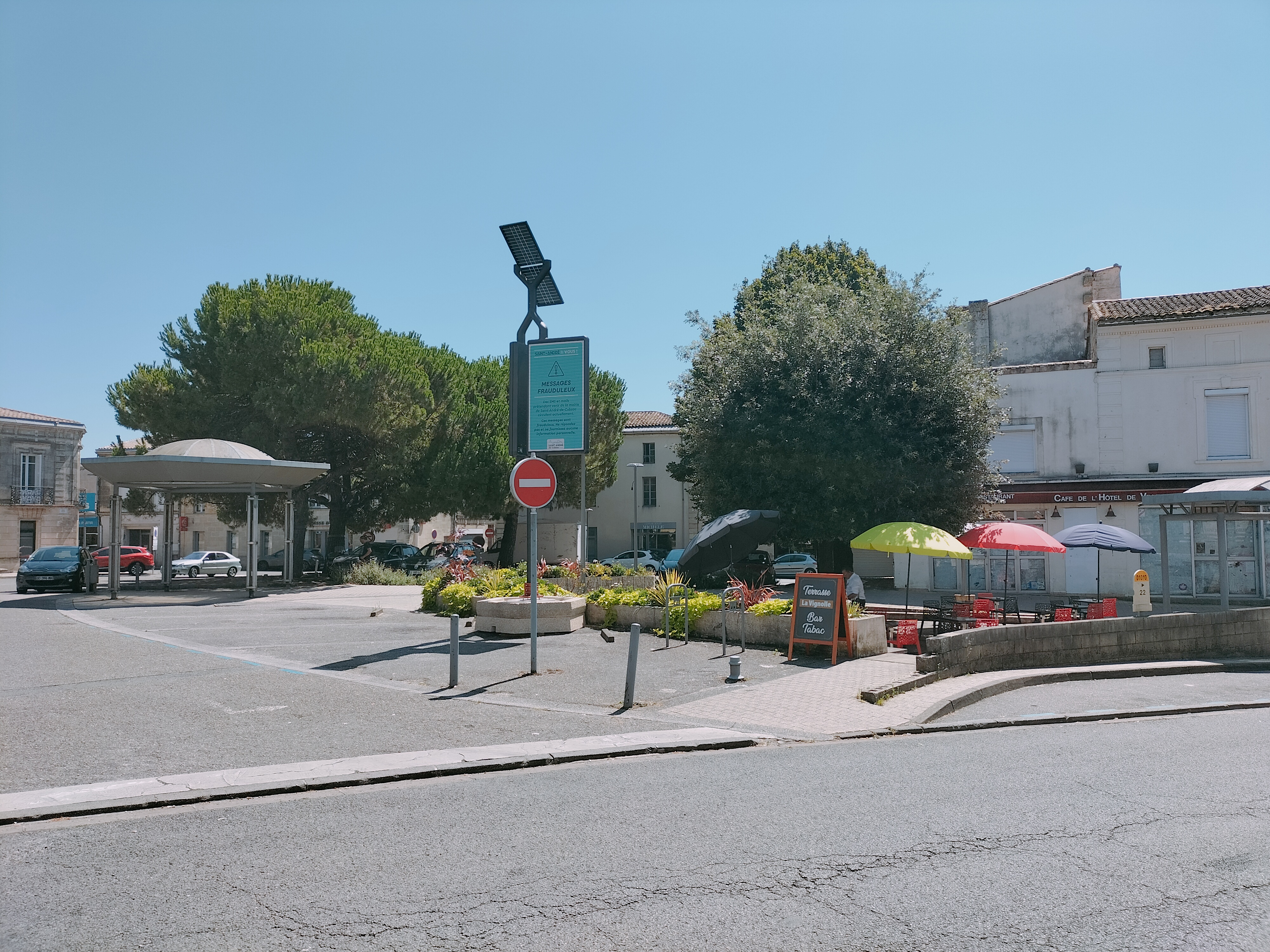
拉乌尔·拉什广场

### 教育
圣安德烈德屈布扎克属于波尔多学区。截至2021年1月1日，圣安德烈德屈布扎克境内共有2所幼儿园、4所小学、2所初级中学、2所普通高中和1所职业高中。2022至2023学年度，圣安德烈德屈布扎克境内共有在校中等教育阶段学生2,913名。

### 医疗
截至2021年1月1日，圣安德烈德屈布扎克境内共有全科医生16名、保健师19名、牙医15名、护士28名、耳科医生2名、眼科医生7名、皮肤科医生1名、助产士8名和儿科医生2名。境内共有药房3家、养老院1家。
距离圣安德烈德屈布扎克最近的区域性医疗机构为利布尔讷中心医院（Centre Hospitalier de Libourne），其主病区罗贝尔·布兰医院（Hôpital Robert Boulin）位于利布尔讷市区东北部，距离圣安德烈德屈布扎克市区的正常车程大约29分钟，该院设有床位812个。

### 住房
2020年，圣安德烈德屈布扎克境内共有各类住房5,853套，其中72.0%为独立式住宅，27.7%为集中式住宅。常住房屋占圣安德烈德屈布扎克市镇范围内居民建筑总量的94.1%。
在住房保障政策方面，2022年，圣安德烈德屈布扎克境内共有943户家庭获得了住房经济补助，受益人数占总人口数量的7.3%，其中894份为房租补助。

### 商业
2021年，圣安德烈德屈布扎克境内共有各类实体商铺360家，其中餐厅44家、大型超市7家、杂货店3家、面包房5家、肉铺4家、书店4家、装饰品店3家、银行门店8家、美容美发店24家、汽车维修店31家。圣安德烈德屈布扎克镇中心建有一家Intermarché超市，市区东北部则建有开放式商业中心，有欧尚、Aldi、NOZ、Action等购物商场。

### 体育
2021年，圣安德烈德屈布扎克境内共有1家游泳池、2间体育馆、1座综合体育场、5处网球场、2处马术场、3处足球或橄榄球场以及3处篮球或排球场。
截至2024年8月，圣安德烈德屈布扎克境内暂无任何注册足球俱乐部。
圣安德烈德屈布扎克竞技俱乐部（RC Cubzaguais）是当地的一支橄榄球队，其主场为洛朗·里奇球场（Stade Laurent Ricci）。

### 环境
圣安德烈德屈布扎克的环境事务由其所属的大屈布扎克市镇公共社区联合各级政府协调负责。2021年，圣安德烈德屈布扎克境内共有1家污染企业。

### 治安
2021年，圣安德烈德屈布扎克市镇范围内共有1处宪兵队。
圣安德烈德屈布扎克及其附近的共62个市镇是布莱国家宪兵队（zone gendarmerie de Blaye）的管辖范围。2020年，该宪兵队累计记录各类案件3,798起，其中盗窃类案件1,893起，经济类案件485起，毒品交易类案件239起。

## 文化

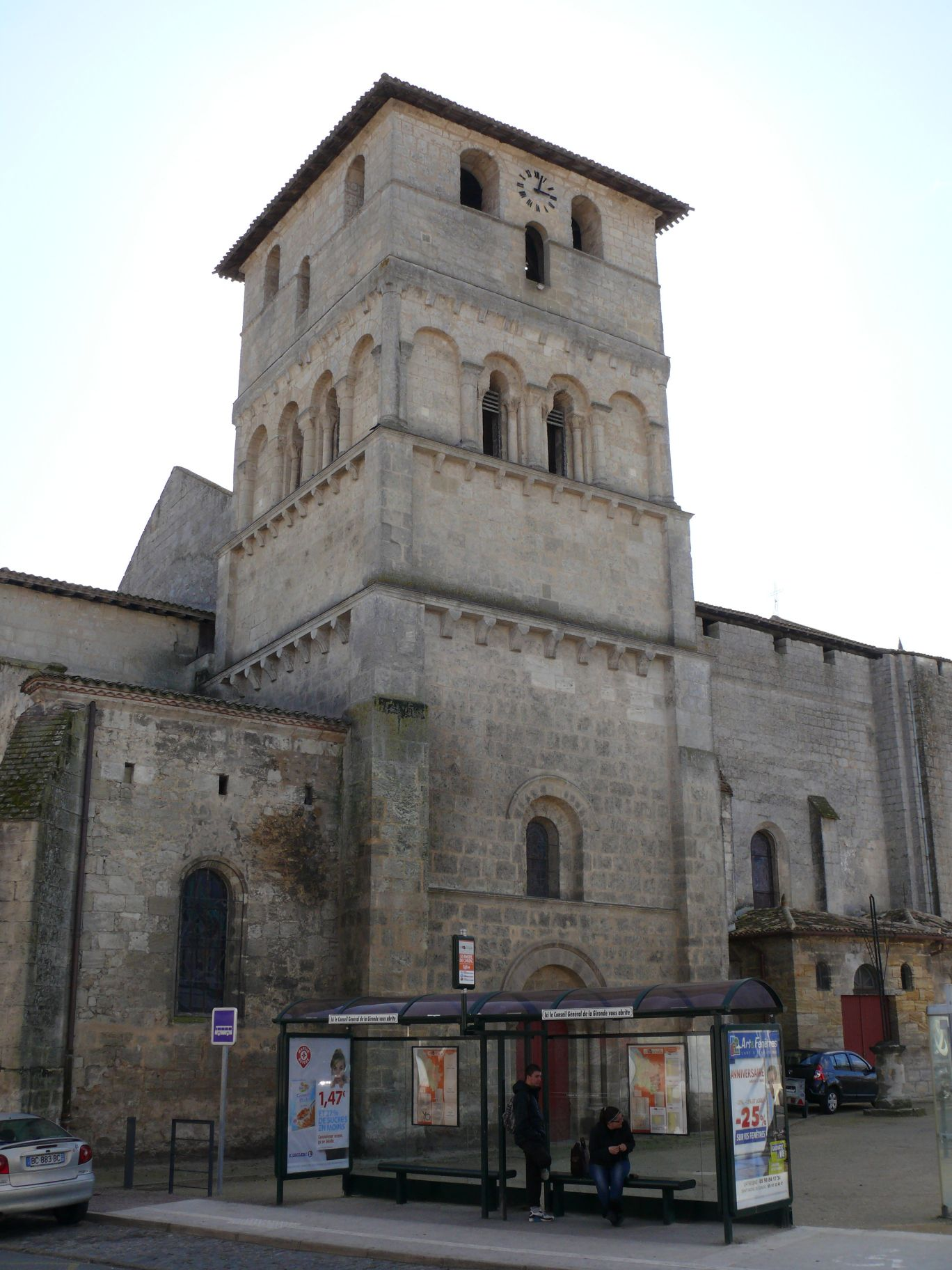
神之圣安德烈教堂

2021年，圣安德烈德屈布扎克境内共有1家电影院。圣安德烈德屈布扎克境内建有市政多媒体中心（Médiathèque municipale），每周二至六向公众开放。

### 建筑
圣安德烈德屈布扎克境内有多处历史建筑，其中神之圣安德烈教堂为法国国家文物保护单位。

### 旅游
圣安德烈德屈布扎克的旅游事务由其所属的大屈布扎克市镇公共社区联合各级政府协调负责。2023年，圣安德烈德屈布扎克境内有1个露营地，可容纳共50辆露营车。

### 媒体
法国主要的媒体均可在圣安德烈德屈布扎克接收，法国电视三台下属的新阿基坦大区频道在部分时段播出圣安德烈德屈布扎克所在吉伦特省的地方新闻。《西南报》、蓝色法兰西吉伦特广播、波尔多电视台等是当地主要的地方性媒体。

## 相关人物
法国海军军官雅克-伊夫·库斯托、雕塑家弗朗索瓦-拉乌尔·拉什和博物学家让·马里·安托万·德拉内桑出生于圣安德烈德屈布扎克。

## 友好城市
截至2024年8月，圣安德烈德屈布扎克共与一座城市建立了友好城市关系：
- 西班牙 阿尔瓦特拉